# Peter Thonning

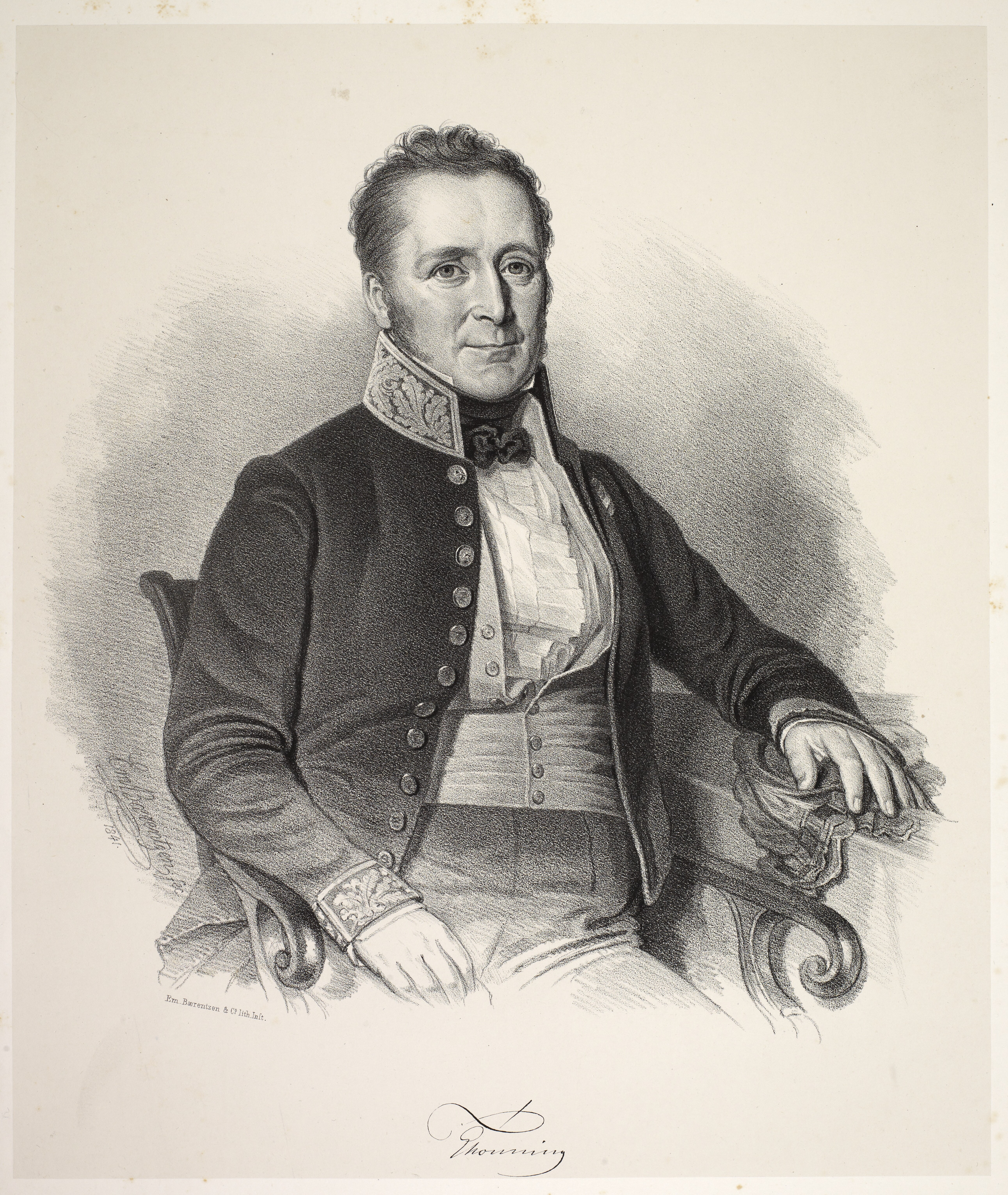
Litografia de Peter Thonning, ca. 1848.

Peter Thonning (1775 — 1848) foi um médico e botânico dinamarquês.
1. ↑  Bricka, Carl Frederik. «242 (Dansk biografisk Lexikon / XVII. Bind. Svend Tveskjæg - Tøxen)». runeberg.org (em dinamarquês). Consultado em 18 de junho de 2025